# نهلة الفتيحة نايلي
نهلة الفاتحة نايلي (14 نوفمبر 1986) نحاتة جزائرية.

## النشأة
ولدت نهلة ابنة رابح نايلي، أستاذ في الهندسة الإلكترونية ومتخصص في علم الأرصاد الجوية من أزفون في ولاية تيزي وزو، وحفيظة بوحيرد، مصممة نماذج من العوانة في جيجل والتي عاشت عائلتها في قصبة الجزائر العاصمة. بعد طلاق والدي نهلة، انتقلت مع والدتها وشقيقها الأصغر أرسلان العربي رضوان، إلى منزل العائلة بوحريد الواقع في مرتفعات الجزائر العاصمة. تربّت على يد والدتها وخالاتها من جهة الأم زينة وليلى وحورية بوحيرد.

## التعليم
حصلت في عام 2007 على شهادة البكالوريا الفرنسية العامة في مدرسة ألكسندر دوماس الدولية في الجزائر العاصمة، وتخرجت من المدرسة العليا للفنون الجميلة في الجزائر العاصمة في عام 2016. كانت تعد أطروحة دكتوراه في عام 2018، بعنوان "الإبداع والتراث الحضري: من أجل ممارسة الفن المعاصر من خلال إعادة تأهيل الجزائر" في جامعة بانتيون السوربون.
التحقت أيضًا بدورات تدريبية مختلفة في المغرب وتونس حول إعادة تأهيل المدن القديمة. شاركت أيضًا في العديد من التدريبات مع اليونسكو، مثل ورشة عمل "إدارة المتطوعين ومشاريع المشاركة العامة/الخاصة"، في يوليو 2017، وفي تدريب ثقافة البحر الأبيض المتوسط "الوعي المجتمعي" المرن لقيم التراث الثقافي،" في عمان، الأردن في أكتوبر 2018 وبرنامج تدريب شباب شبكة البحر الأبيض المتوسط "زيادة الشهية للتقنيات الرقمية الإبداعية بين المدافعين الشباب عن التراث الثقافي" الذي عقد في مدينة تونس في ديسمبر 2018.

## المهنة والمشاريع
نهلة عضو في جمعية سوفون لا قصبة (أنقذوا القصبة Save the Casbah) في الجزائر، وتشغل منصب أمين عام الجمعية. وهي أيضًا أحد مؤسسي حركة Awakened Youth Movement. في عام 2016، أسّست نهلة مع شقيقها أرسلان وقريبتها سلمى بوحيرد ورشة عمل ناس، وهي مساحة للتأمل في جميع أشكال التعبير الفني.

## المعارض
- المشاركة في معرض الكوميديا ديللارتي في المركز الثقافي الإيطالي بالجزائر، 2011
- المشاركة في مهرجان الفنون المعاصرة (MOST 'ART) في مستغانم، 2011
- معرض «الفنون الجميلة في ديدوش مراد» بالتعاون مع بلدية الجزائر الوسطى، 2012
- المشاركة في المهرجان الوطني للإبداع النسوي من خلال إنجاز منحوتة Monumentale بست أيادٍ، 2012
- المشاركة في قصر الثقافة مفدي زكرياء بالجزائر،[12] 2015
- معرض في ورشة N.A.S. القصبة، الجزائر،[13] 2017
- المشاركة في ربيع الفنون، افتتاح سوق الفن الجزائري، كفنانة نحاتة عارضة مع معرض الياقوتة

### عائلة

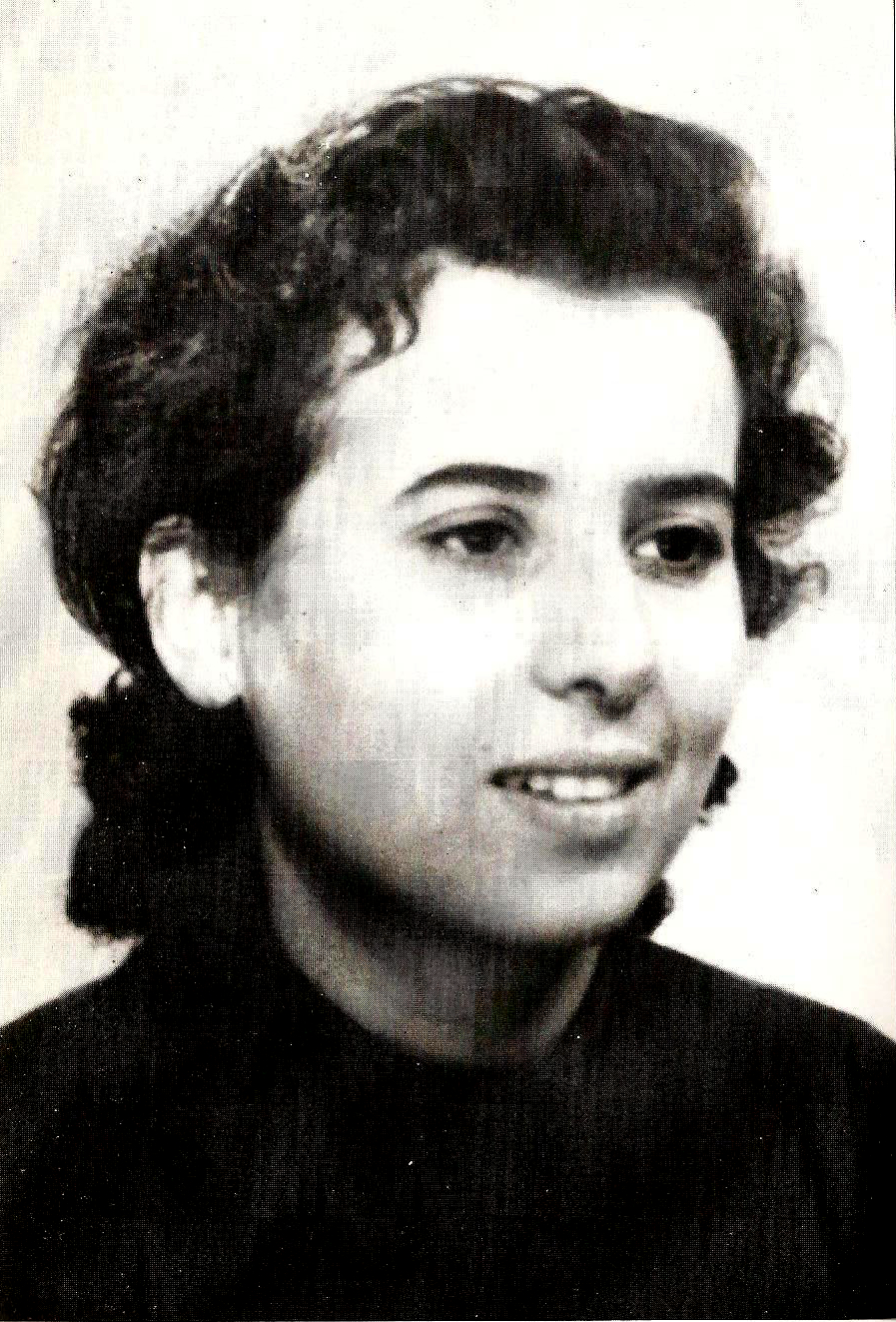
الجدة لأمها فتيحة بوحيرد

والدتها، حفيظة بوحيرد، كانت أصغر خمسة أشقاء من زواج جدتها الأول. كان جدها لأمها مصطفى بوحيرد لاعبًا في نادي راسينغ باريس وصحفيًا رياضيًا في جريدة الجزائر الجمهورية. قاتل في الحرب العالمية الثانية من أجل تحرير فرنسا قبل أن ينضم إلى صفوف جبهة التحرير الوطني في الثورة الجزائرية. واغتيل بالرصاص في قصبة الجزائر العاصمة، في 14 مارس 1957، بعد اعتقاله. 
وكانت جدتها لأمها فتيحة بوحيرد، المولودة باسم حطالي أوخيتي، مناضلة أيضًا مثل زوجها، وخلال الحرب الجزائرية استُخدمت منازل العائلة كملجأ للقادة الرئيسيين للحرب في المدن في الجزائر. اعتقلت مرتين في منزل العائلة، مرة مع ياسف سعدي، وزهرة ظريف، وكذلك مع ابنتها البالغة من العمر ستة أشهر حفيظة بوحيرد، التي سُجنت في سجن سركاجي وأُفرج عنها.